# Qveen Herby
Amy Renee Noonan Heidemann (Seward, Nebraska, 29 de abril de 1986), conocida por su nombre artístico Qveen Herby, es una rapera, cantante y compositora estadounidense. Ganó fama por primera vez como parte del dúo musical Karmin. Tras la pausa del dúo en 2017, comenzó el proyecto en solitario como Qveen Herby, que incorporó R&B y Hip Hop influencias. Lanzó su primer EP en solitario, EP 1 en el 2 de junio de 2017. Lanzó su álbum debut, A Woman, el 21 de mayo de 2021.

## Carrera

### 2010–2016: Música con Karmin
Heidemann empezó su carrera musical como miembro del dúo pop Karmin, con el ahora-esposo Nick Noonan, lanzando versiones de canciones en YouTube. El grupo firmó con Epic Records y lanzó su EP debut, Hello, el 7 de mayo de 2012, con malas críticas de los críticos. A pesar de este, el EP era un éxito comercial complementado por dos singles de éxito: "Brokenhearted" alcanzó el puesto número 16 en las listas Billlboard Hot 100 de EE. UU. y se ubicó en el top diez de las listas de Australia, Nueva Zelanda y el Reino Unido. Mientras "Hello" alcanzó el número uno en las listas de canciones de Billboard Hot Dance Club Songs en los Estados Unidos.
El dúo siguió a Hello con su primer álbum de estudio de larga duración, Pulses (2014), que tuvo menos éxito comercial y fue complementado con el sencillo "Acapella". Siguiendo la conclusión de promoción para Pulses, Karmin dejó Epic Records y comenzó a lanzar música de forma independiente. Lanzaron una gran cantidad de singles de 2014 a 2016 en anticipación de un segundo álbum de estudio. Estos incluyeron "Sugar", "Yesterday", "Along the Road", "Didn't Know You" y "Come with Me (Pure Imagination)". En 2016, Karmin lanzó Sugar EP en colaboración con Wild Culture. Presenta con tres remixes de "Sugar" y un remix del single "Brave" de Riley Pearce. El dúo lanzó su segundo álbum de estudio, Leo Rising, en el 9 de septiembre de 2016.

### 2017–presente: Renombrado como Qveen Herby
En 2017, todas las redes sociales de Karmin fueron renombradas a Qveen Herby y una pequeña vista previa que decía "Karmin Is Dead, Long Live the Qveen". Noonan formalmente anunció su carrera en solitario, así como su primer juego extendido, EP 1. Aunque su esposo Nick todavía estaba involucrado en el proyecto, Noonan notó que sentían que no podrían lanzar el álbum como Karmin ya que "estaban sucediendo muchas cosas sonoras."  Noonan eligió su nombre artístico por combinando "Qveen", y un apodo que se le dio en la universidad junto con "Herby", la mascota de los Nebraska Cornhuskers. Más tarde se dio cuenta de que "Herby" significa "Guerrero". 
El video musical de su primer single, "Busta Rhymes" fue lanzado el 1 de junio de 2017, seguido del lanzamiento del EP 1 un día después. El EP fue un gran éxito, alcanzando el puesto 37 en la lista de álbumes Independientes de Billboard de los Estados Unidos. Y el número 13 en la lista de álbumes de Heatseekers de EE. UU.
Tras el lanzamiento de EP 1, Herby empezó a lanzar una serie de EPs, con EP 2 lanzado en 2017, EP 3 y EP 4 en 2018, EP 5, EP 6, EP 7, y The Vignettes en 2019. Y Tiny Piano, EP 8 y EP 9 en 2020. Tres del EPs se ubicaron en las listas de Billboard de los Estados Unidos. Herby lanzará su álbum debut A Woman el 21 de mayo de 2021.

## Discografía

### Álbumes de estudio
| Título  | Detalles                                                                                              |
| ------- | --- |
| A Woman | - Publicado: 21 de mayo de 2021 - Discográfica: Checkbook - Formatos: CD, descarga digital, streaming |

### Álbumes de recopilación
| Título           | Detalles                                                                       |
| ---------------- | ------------------------------------------------------------------------------ |
| Qveen Essentials | - Publicado: 30 de octubre de 2020 - Discográfica: Checkbook - Formato: vinilo |

### EP
| Título        | Detalles                                                                                    | Posiciones Pico en la Tabla | Posiciones Pico en la Tabla | Posiciones Pico en la Tabla |
| Título        | Detalles                                                                                    | US Indie                    | US Heat.                    | US R&B/HH                   |
| ------------- | ------------------------------------------------------------------------------------------- | --------------------------- | --------------------------- | --------------------------- |
| EP 1          | - Publicado: 2 de junio de 2017 - Discográfica: Checkbook - Formato: descarga digital       | 37                          | 13                          | 31                          |
| EP 2          | - Publicado: 1 de diciembre de 2017 - Discográfica: Checkbook - Formato: descarga digital   | —                           | —                           | —                           |
| EP 3          | - Publicado: 8 de junio de 2018 - Discográfica: Checkbook - Formato: descarga digital       | —                           | —                           | —                           |
| EP 4          | - Publicado: 2 de noviembre de 2018 - Discográfica: Checkbook - Formato: descarga digital   | —                           | —                           | —                           |
| EP 5          | - Publicado: 8 de febrero de 2019 - Discográfica: Checkbook - Formato: descarga digital     | —                           | —                           | 36                          |
| EP 6          | - Publicado: 3 de mayo de 2019 - Discográfica: Checkbook - Formato: descarga digital        | —                           | —                           | 39                          |
| The Vignettes | - Publicado: 4 de septiembre de 2019 - Discográfica: Checkbook - Formato: descarga digital  | —                           | —                           | —                           |
| EP 7          | - Publicado: 5 de noviembre de 2019 - Discográfica: Checkbook - Formato: descarga digital   | —                           | —                           | —                           |
| Tiny Piano    | - Publicado: 4 de marzo de 2020 - Discográfica: Checkbook - Formato: descarga digital       | —                           | —                           | —                           |
| EP 8          | - Publicado: 26 de mayo de 2020 - Discográfica: Checkbook - Formato: descarga digital       | —                           | —                           | —                           |
| EP 9          | - Publicado: 29 de septiembre de 2020 - Discográfica: Checkbook - Formato: descarga digital | —                           | —                           | —                           |
| HALLOQVEEN    | - Publicado: 15 de octubre de 2021 - Discográfica: Checkbook - Formato: descarga digital    |                             |                             |                             |
| MAD QVEEN     | - Publicado: 1 de abril de 2022 - Discográfica: Checkbook - Formato: descarga digital       |                             |                             |                             |
| THE MUSE      | - Publicado: 14 de febrero de 2023 - Discográfica: Checkbook - Formato: descarga digital    |                             |                             |                             |

### Singles
| Título                                     | Año  | Álbum         |
| ------------------------------------------ | ---- | ------------- |
| "Busta Rhymes"                             | 2017 | EP 1          |
| "Love Myself"                              | 2017 | EP 2          |
| "Wifey"                                    | 2017 | EP 2          |
| "Holiday"                                  | 2017 | EP 2          |
| "That Bih"                                 | 2018 | EP 3          |
| "Sade in the 90s"                          | 2018 | EP 3          |
| "All These Hoes"                           | 2018 | EP 3          |
| "Alone"                                    | 2018 | EP 4          |
| "BDE"                                      | 2019 | EP 5          |
| "Mozart" (presentando Blimes y Gifted Gab) | 2019 | EP 6          |
| "S.O.S."                                   | 2019 | The Vignettes |
| "Strange Dreams"                           | 2019 | The Vignettes |
| "Mademoiselle"                             | 2019 | The Vignettes |
| "Cheap Talk"                               | 2019 | EP 7          |
| "Vitamins"                                 | 2019 | EP 7          |
| "Check"                                    | 2020 | EP 8          |
| "Sugar Daddy"                              | 2020 | EP 8          |
| "Self Aware" (presentando Durand Bernarr)  | 2020 | EP 8          |
| "Mission"                                  | 2020 | EP 9          |
| "Chakras"                                  | 2020 | EP 9          |
| "Sleepwalker"                              | 2020 | EP 9          |
| "Farewell"                                 | 2020 | EP 9          |
| "Pre Roll"                                 | 2020 | EP 9          |
| "Juice"                                    | 2021 | A Woman       |
| "Naughty Girl"                             | 2021 | A Woman       |
| "5D"                                       | 2022 | THE MUSE      |
| "DRESS CODE"                               | 2022 | THE MUSE      |
| "THANK GODDESS"                            | 2023 | THE MUSE      |
| "CHUCKY CHEESE"                            | 2023 | THE MUSE      |

### Singles promocionales
| Título                  | Año  | Álbum     |
| ----------------------- | ---- | --------- |
| "Rolex" (Remix)         | 2017 | Sin álbum |
| "Everybody Mad" (Remix) | 2017 |           |
| "No Limit" (Remix)      | 2018 |           |
| "LLC" (Remix)           | 2018 |           |
| "WAP" (Remix)           | 2020 |           |
| "Silver Bells"          | 2020 |           |

### Otras apariciones
| Título        | Año  | Álbum                   |
| ------------- | ---- | ----------------------- |
| "Bad Bitches" | 2020 | Chick Fight — Round One |

### Vídeos musicales
| Título                                     | Año  | Álbum         | Director(s)                       | Comentarios |
| ------------------------------------------ | ---- | ------------- | --------------------------------- | ----------- |
| "Busta Rhymes"                             | 2017 | EP 1          | Benjamin Farren & Brandon Douglas |             |
| "Wifey"                                    | 2017 | EP 2          | Benjamin Farren                   |             |
| "Holiday"                                  | 2017 | EP 2          | Benjamin Farren                   |             |
| "That Bih"                                 | 2018 | EP 3          | Benjamin Farren                   |             |
| "Sade in the 90s"                          | 2018 | EP 3          | Nick Noonan                       |             |
| "All These Hoes"                           | 2018 | EP 3          | Nick Noonan                       |             |
| "Alone"                                    | 2018 | EP 4          | Eyes                              |             |
| "BDE"                                      | 2019 | EP 5          | Luckie                            |             |
| "Mozart" (presentando Blimes y Gifted Gab) | 2019 | EP 6          | Luckie                            |             |
| "S.O.S."                                   | 2019 | The Vignettes | Nick Noonan                       |             |
| "Strange Dreams"                           | 2019 | The Vignettes | Nick Noonan                       |             |
| "Mademoiselle"                             | 2019 | The Vignettes | Nick Noonan                       |             |
| "Cheap Talk"                               | 2019 | EP 7          | Nick Noonan                       |             |
| "Vitamins"                                 | 2019 | EP 7          | Nick Noonan                       |             |
| "Check"                                    | 2020 | EP 8          | Nick Noonan                       |             |
| "Sugar Daddy"                              | 2020 | EP 8          | Nick Noonan                       |             |
| "Self Aware" (presentando Durand Bernarr)  | 2020 | EP 8          | Nick Noonan                       |             |
| "Mission"                                  | 2020 | EP 9          | Nick Noonan                       |             |
| "Chakras"                                  | 2020 | EP 9          | Nick Noonan                       |             |
| "Sleepwalker"                              | 2020 | EP 9          | Nick Noonan                       |             |
| "Farewell"                                 | 2020 | EP 9          | Nick Noonan                       |             |
| "Pre Roll"                                 | 2020 | EP 9          | Nick Noonan                       |             |
| "Juice"                                    | 2021 | A Woman       | Nick Noonan                       |             |

## Filmografía
| Título | Año  | Función | Notas | Ref.   |
| ------ | ---- | ------- | ----- | ------ |
| Rio 2  | 2014 | Sloth   | Voz   | [ 11 ] |